# Jungfrustift

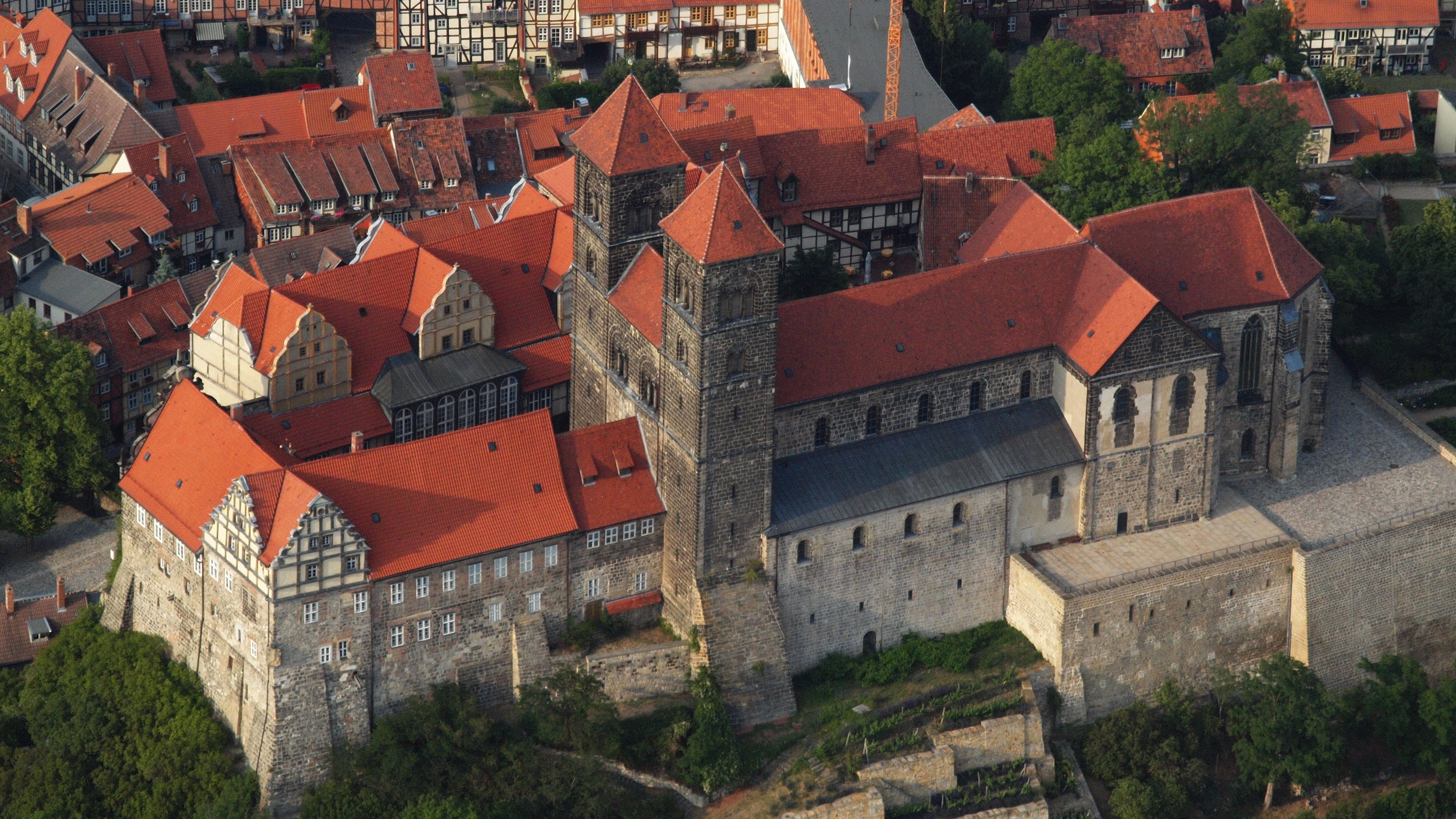
Quedlinburg stift

Jungfrustift, också kallat jungfrukloster eller frökenkloster, var ett slags sekulära kloster för kvinnor som inte hade avlagt klosterlöften. De kvinnor som hörde till ett jungfrustift kallades stiftsfröknar eller stiftsjungfrur. Många jungfrukloster var protestantiska. 
Företeelsen var till för att ge bostad och försörjning åt ogifta kvinnor ur adeln. Det var inte socialt accepterat för adelskvinnor att gifta sig utanför sin samhällsklass, varför ett överskott på ogifta adliga kvinnor blev ett problem. Den som inte hittade en lämplig make kunde istället få sin försörjning och sitt boende på ett jungfrukloster.  
I Danmark grundades ett flertal jungfrukloster efter reformationen, särskilt under 1600- och 1700-talen. De var också vanliga i Tyskland. I Sverige har det funnits endast två jungfrustift: Vadstena adliga jungfrustift och Norrköping adliga jungfrustift. Det förstnämnda blev dock endast en fond och aldrig en riktig sammanslutning med byggnad och boende. Däremot existerade Norrköping adliga jungfrustift från 1783 till 1796 såsom Sveriges enda fungerande jungfrustift.   
Ett internationellt känt jungfrustift är det tyska Quedlinburgs stift, vars sista abbedissa var svenska prinsessan Sofia Albertina (1753–1829).
I senare tid[när?] har jungfrustift existerat som rena stiftelser som givit försörjningsstöd till ogifta kvinnor, främst adliga sådana.